# سمك دفتر
سمك دفتر هي طريقة طبخ للسمك بحيث تُفتح السمكة كالدفتر وتُبهر وتُنظف ثم تُشوى أو تُقلى أو تُوضع في القرن، وهي مشهورة في منطقة الخليج، مثل البحرين، والقطيف في السعودية، وبوشهر في إيران.

## سمك الدفتر
هناك أنواع عديدة يُستخدم لطبخ سمك الدفتر، أشهرها:
1. القاروص (يُعرف أيضًا بـسيباس أو العروسة)
2. الهامور
3. عندق
4. الوراطة (يُعرف أيضًا بـسبريم)

## طريقة التحضير
للدفتر اختلافات في طرق التتبيل، وواحدة من هذه الطرق هي:

### المكونات
1. سمكة (مثلًا هامور كبيرة)
2. ربع كوب من السماق
3. أربع بصلات مقطعات إلى جوانح
4. ملعقة صغيرة من الفلفل الأسود
5. ملعقتان صغيرتان من الملح
6. نصف كوب من كلٍّ من: عصير الليمون، وزيت الزيتون
7. ستة قرون من الفلفل الأخضر
8. صنوبر مقلي للتقديم

### الطريقة
1. تبطّن صينية كبيرة بقطعة من القصدير، وتُترك جانبًا.
2. تفتح السمكة من الداخل بحيث تصبح كالفراشة أو الدفتر مع إبقائها ملتصقةً ببعضها من منطقة الظهر.
3. توضع السمكة في الصينية بحيث يكون الجلد للأسفل.
4. يُخلط السماق مع زيت الزيتون، وعصير الليمون، وملح، والفلفل الأسود، والملح جيدًا بشوكة.
5. تُوزّع نصف كمية التتبيلة فوق السمك، بحيث تغطّيها من الخارج والداخل بشكلٍ جيّد.
6. يضاف البصل إلى خليط السماق المتبقي، ويقلّب جيّدًا حتّى تختلط النكهات، ثمّ يوزّع فوق السمكة.
7. يقطّع الفلفل إلى شرائح، ويوزّع فوق السمكة، ثمّ تشوى في فرنٍ ساخنٍ على حرارة مئتي درجةٍ مئويةٍ لمدّة ستين دقيقة.
8. تُخرج السمكة من الفرن، وتزيّن بالصنوبر، وتقدّم مباشرة مع الأرز الأبيض.[2]